# Vladimir Tatlin
Vladimir Jevgrafovitsj Tatlin (Russisch: Владимир Евграфович Татлин) (Charkov, 28 december 1885 (oude stijl: 16 december) – Moskou, 31 mei 1953) was een Russisch kunstschilder.
Kasimir Malewitsj en hij waren de twee belangrijkste figuren in de Russische avant-gardebeweging van de jaren 1920.
Tatlin werd geboren in de Oekraïense stad Charkov als zoon van een spoorwegingenieur en een dichteres. Hij begon zijn kunstenaarscarrière als schilder van iconen in Moskou, waar hij ook de Moskouse school voor schilderkunst, beeldhouwkunst en architectuur bezocht.

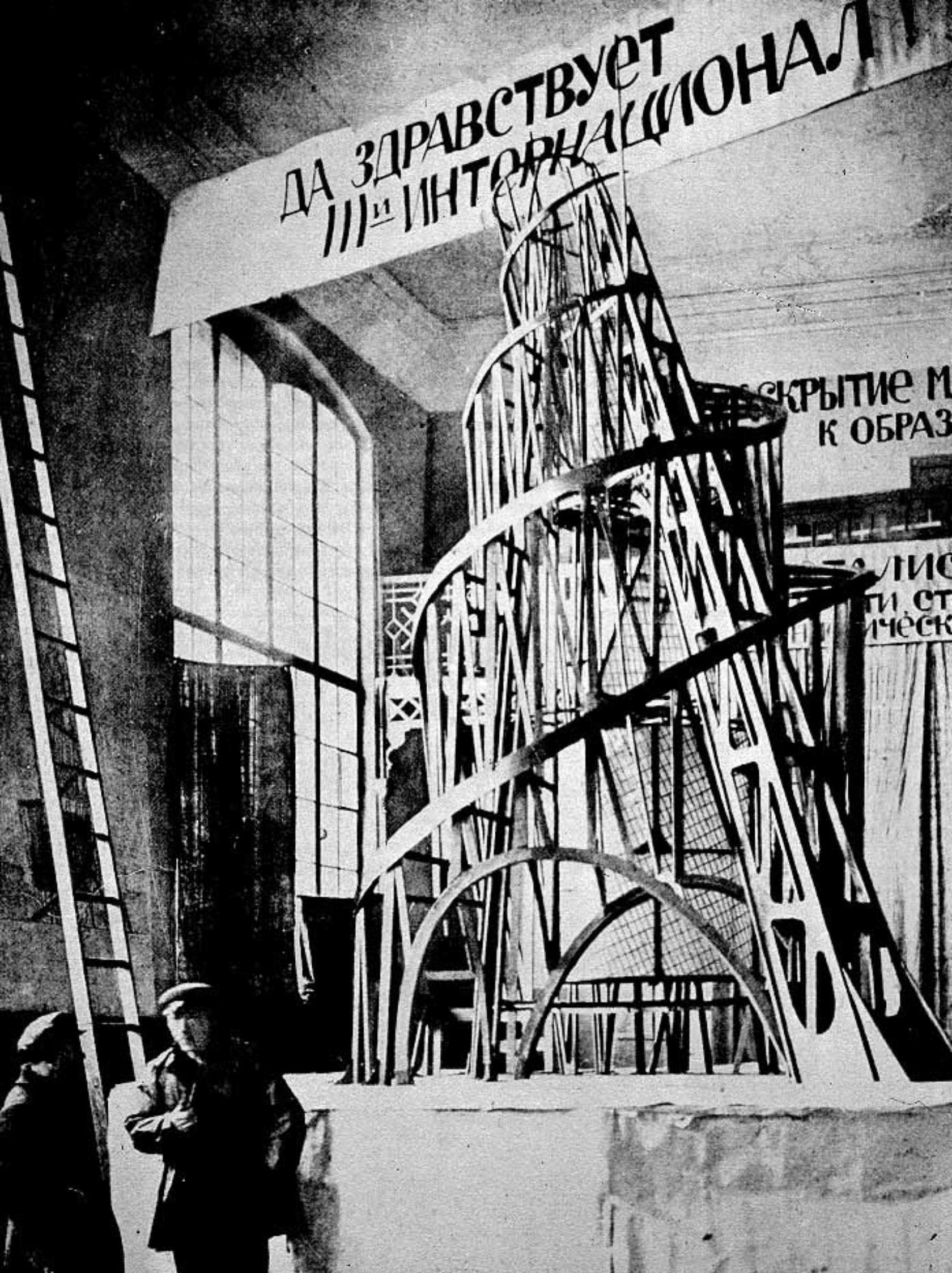
Tatlin-toren, tijdens de 3e internationale, 1919

Tatlin werd beroemd vanwege zijn ontwerp voor het Monument voor de Derde Internationale, ook wel bekend als de Tatlintoren. Het ontwerp uit 1920 bestond uit een toren van ijzer, glas en metaal die een derde groter was dan de Eiffeltoren. Het gebouw laat de dynamiek van de technologische utopie zoals de communisten hem voor ogen hadden duidelijk zien. Het is een dubbele helix, net als DNA, die drie duidelijke blokken onderscheidt. Deze blokken, overdekt met glazen ramen, moesten op verschillende snelheden draaien. De onderste een keer per jaar, de middelste een keer per maand en de bovenste moest een keer per dag roteren. In de toren moesten onder andere de kantoren van de communistische partij worden gehuisvest. Het plan was echter zeer onpraktisch en had hoge kosten, het werd nooit gebouwd.
Tatlin stond met zijn 'hoekreliëfs' aan de wieg van het constructivisme. Deze 'hoekreliëfs' waren constructies van onder andere hout en staal die opgehangen werden in de hoek van een muur. Hij wilde hiermee de traditionele opvatting over kunst ter discussie stellen. Andere, latere, prominente constructivisten waren o.a. Manuel Rendón Seminario, Joaquín Torres García, Laszlo Moholy-Nagy, Antoine Pevsner en Naum Gabo.
Ondanks hun vriendschap raakten Tatlin en Malewitsj verdeeld over de koers van het Constructivisme. Terwijl Tatlin verderging met het constructivisme ontwikkelde Malewitsj in Vitebsk het suprematisme.
Tatlin werd in Moskou begraven op de Novodevitsji-begraafplaats, dat bij het Novodevitsji-klooster hoort.
- Bibsys: 90085774
- Biblioteca Nacional de España: XX1000080
- Bibliothèque nationale de France: cb12169573m (data)
- Catàleg d'autoritats de noms i títols de Catalunya: 981058613324206706
- CiNii: DA02057610
- Gemeinsame Normdatei: 118753975
- International Standard Name Identifier: 0000 0001 1757 4244
- Library of Congress Control Number: n83042971
- Nationale Bibliotheek van Letland: 000136465
- Musée national d'archéologie, d'histoire et d'art: lkl007182
- Nationale Bibliotheek van Tsjechië: xx0023586
- Nationale Bibliotheek van Israël: 987007268728805171
- Nationale Bibliotheek van Polen: a0000001988921
- Nederlandse Thesaurus van Auteursnamen: 070190550
- PIC: 302763
- RKD-Nederlands Instituut voor Kunstgeschiedenis: 76567
- LIBRIS: 96097
- SNAC: w6b00718
- Système universitaire de documentation: 030236738
- Trove: 989460
- Union List of Artist Names: 500021874
- Virtual International Authority File: 34497985
- WorldCat: E39PBJyH3rCxVC6xQmcDC47JXd